# Bernardo II d'Autun
Bernardo, Bernard in francese, Bernat in catalano e Bernardus in latino, detto il Vitello (812 circa – 872), fu Conte di Autun dall'871, alla sua morte.

## Origine
Secondo il testamento del fratello, Eccardo (documento n° XXV del Recueil des chartes de l'abbaye de Saint-Benoît-sur-Loire, datato gennaio 876), Bernardo era figlio del Conte di Autun, Childebrando III, e della moglie Dunna, di cui non si conoscono gli ascendenti.

Sia secondo LES FAMILLES NOBLES DU ROYAUME, DU DUCHÉ ET DU COMTÉ DE BOURGOGNE ET DE FRANCHE-COMTÉ : LES COMTES D'AUTUN, che secondo la Histoire du Duché de Bourgogne, du VIIIème au XIVème siècle, Childebrando III era figlio di Nibelungo II e di Berta, figlia del Conte di Autun, Teodorico I e di Alda o Aldana, figlia di Carlo Martello e probabilmente di Rotrude di Treviri.

## Biografia
Di Bernardo non si hanno molte notizie.
Non si conosce l'anno esatto della morte di suo padre, Childebrando III, che si presume nell'832, anno in cui, secondo il documento n° VII delle Instrumenta ecclesiae Eduensis della Gallia christiana, in provincias ecclesiasticas distributa, Volume 4 Childebrando (Childebramnus comes), fece una donazione sul letto di morte.

Comunque, nell'836, suo padre era già morto, in quanto il re d'Aquitania, Pipino I, concedeva la signoria di Perrecy a suo fratello Eccardo, come ci viene confermato da La famille des Nibelungen Les comtes d' Autun au IXe siècle.
Secondo La famille des Nibelungen Les comtes d' Autun au IXe siècle, Bernardo divenne conte di Autun, nell'868, succedendo a Oddone I; secondo LES FAMILLES NOBLES DU ROYAUME, DU DUCHÉ ET DU COMTÉ DE BOURGOGNE ET DE FRANCHE-COMTÉ : LES COMTES D'AUTUN, invece divenne conte di Autun nell'871.

Bernardo governò la contea solo sino all'872, quando gli subentrò Bernardo III, detto Piede di Velluto, che secondo lo storico, francese, specializzato nella genealogia dei personaggi dell’Antichità e dell'Alto Medioevo, Christian Settipani, nel suo La Préhistoire des Capétiens aveva assassinato Bernardo II detto il Vitello.
Comunque, nel gennaio 876, quando suo fratello, Eccardo, fece testamento, Bernardo risultava già deceduto, come riportato nel documento n° XXV del Recueil des chartes de l'abbaye de Saint-Benoît-sur-Loire.

## Discendenza
Di Bernardo non si conosce il nome di una eventuale moglie né si conosce alcuna discendenza.

### Fonti primarie
- (LA)  #ES Gallia christiana, in provincias ecclesiasticas distributa, Volume 4.
- (LA)  Recueil des chartes de l'abbaye de Saint-Benoît-sur-Loire.

### Letteratura storiografica
- (FR)  Histoire du Duché de Bourgogne du VIIIème au XIVème siècle.
- (FR)  La famille des Nibelungen Les comtes d'Autun au IXe siècle.